# Луначарское (Верхнедвинский район)
Луначарское (бел. Лунача́рскае) — деревня в Верхнедвинском районе Витебской области Республики Беларусь. Находится в 34 километрах на юго-восток от Верхнедвинска на берегу Западной Двины, на противоположной стороне которой находится город Дисна. Входит в состав Борковичского сельсовета.

## История
Одно из старейших поселений на территории Верхнедвинского района. В середине XIX в. - местечко Слобода-Дисна. Имелась православная церковь. По состоянию на 1904 г. местечко имело название Николаёво и входило в Каменскую волость Дриссенского уезда, в местечке насчитывалось 92 двора и 228 жителей.
Во время Второй мировой войны - первый населенный пункт Дриссенского района, освобожденный советскими войсками 3 июля 1944 (в день освобождения Минска). После войны - в колхозе им. Ильича. До начала 1990-х гг. действовала восьмилетняя школа, до 1980-х гг. - клуб.
В советское время в лесу около деревни размещалась ракетная база РВСН.

## Учреждения
- Психоневрологический дом-интернат для престарелых и инвалидов

## Достопримечательность
- Братская могила —  Историко-культурная ценность Республики Беларусь, шифр 213Д000244.
- Действующая паромная переправа через Западную Двину